# Milton Urner

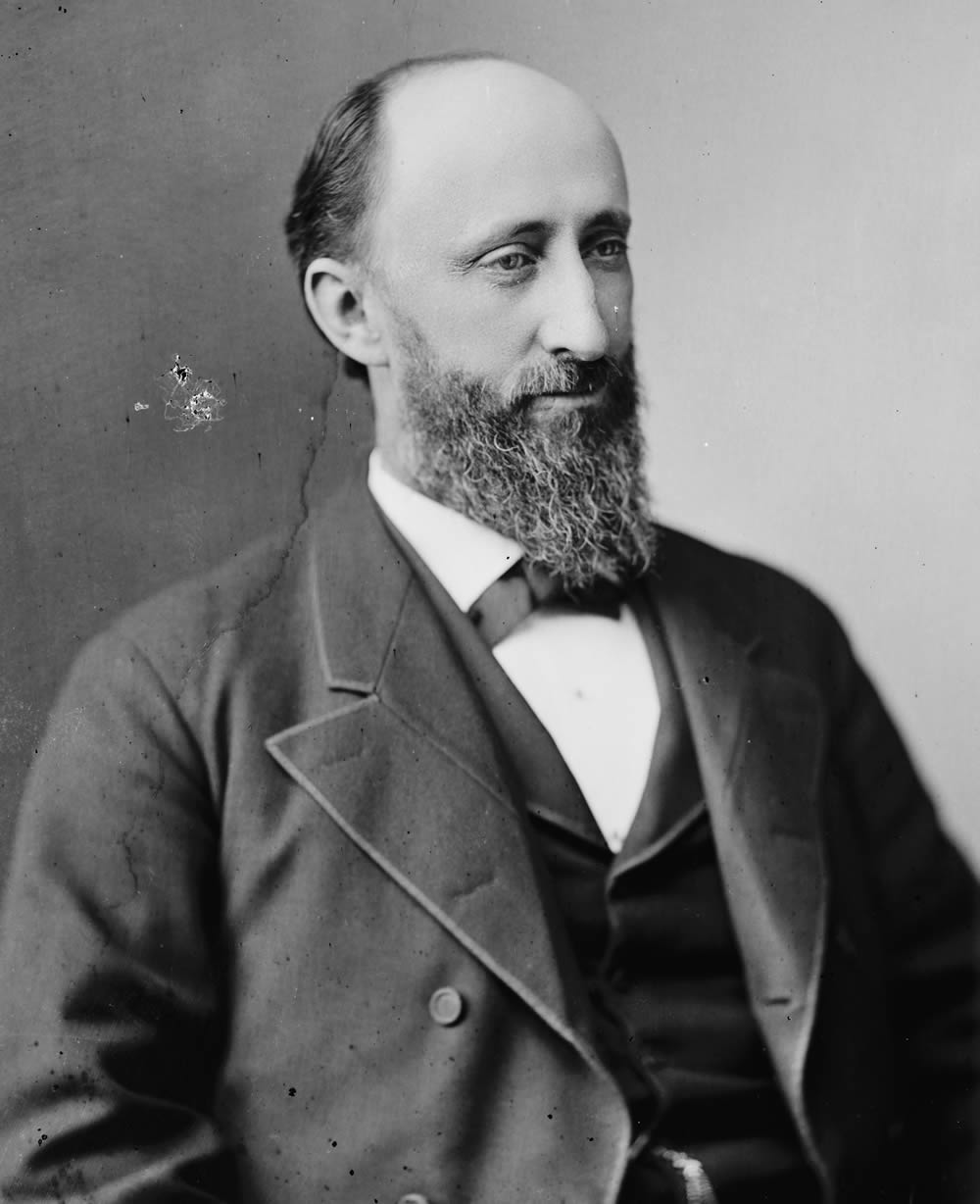
Milton Urner

Milton George Urner (* 29. Juli 1839 im Frederick County, Maryland; † 9. Februar 1926 in Frederick, Maryland) war ein US-amerikanischer Politiker. Zwischen 1879 und 1883 vertrat er den Bundesstaat Maryland im US-Repräsentantenhaus.

## Werdegang
Milton Urner war der Onkel des New Yorker Kongressabgeordneten James S. Simmons (1861–1935). Er besuchte die öffentlichen Schulen seiner Heimat und danach zwei Schulen in Pennsylvania. Zwischen 1859 und 1862 war er in Maryland als Lehrer tätig. Nach einem anschließenden Jurastudium und seiner 1863 erfolgten Zulassung als Rechtsanwalt begann er in Frederick in diesem Beruf zu arbeiten. Von 1871 bis 1875 fungierte er als Staatsanwalt im Frederick County. Gleichzeitig schlug er als Mitglied der Republikanischen Partei eine politische Laufbahn ein.
Bei den Kongresswahlen des Jahres 1878 wurde Urner im sechsten Wahlbezirk von Maryland in das US-Repräsentantenhaus in Washington, D.C. gewählt, wo er am 4. März 1879 die Nachfolge von William Walsh antrat. Nach einer Wiederwahl konnte er bis zum 3. März 1883 zwei Legislaturperioden im Kongress absolvieren. Ab 1881 war er Vorsitzender des Committee on Accounts. Im Jahr 1882 verzichtete er auf eine weitere Kandidatur.
Nach dem Ende seiner Zeit im US-Repräsentantenhaus praktizierte Urner wieder als Jurist in Frederick. Im Jahr 1887 vertrat er als Anwalt auch die Pennsylvania Railroad. Von 1888 bis 1890 gehörte Urner dem Senat von Maryland an. 1890 wurde er von Präsident Benjamin Harrison zum Naval Officer im Hafen von Baltimore ernannt. Urner war auch im Bankgewerbe und anderen Geschäftsbereichen tätig. Außerdem war er Kurator mehrerer Bildungsanstalten. Er starb am 9. Februar 1926 in Frederick, wo er auch beigesetzt wurde.